# Complexul de clădiri ale fostei clinici de hidroterapie a medicului Tumarkin
Complexul de clădiri ale fostei clinici de hidroterapie a medicului Tumarkin este un ansamblu de clădiri, monument de arhitectură de însemnătate națională, amplasat pe str. Aleksandr Pușkin, 11 din Chișinău. Este inclus în Registrul monumentelor de istorie și cultură a municipiului Chișinău la inițiativa Academiei de Științe.

## Istoric
Lotul de teren pe care este amplasat complexul de clădiri a fost cumpărat în 1878 de secretarul gubernial Nicolai Ivanovici Kușkovski la licitația publică organizată de Uprava urbană. Între anii 1879 și 1894, acesta a ridicat o casă de colț, într-un parter, cu un subsol, alcătuită din șase odăi. În 1897, Kușkovski a vândut proprietatea imobiliară medicului Lazăr Tumarkin, care între anii 1898 și 1902 a construit o clădire pentru clinica de hidroterapie. Proprietarii atestați în 1903 erau Matei și Lazăr Tumarkin. Clinica a fost reconstruită în perioada interbelică, fiindu-i modificată structura și arhitectura fațadei principale.
Clinica era considerată una din cele mai dezvoltate din sudul Imperiului Rus.

## Descriere
Complexul de clădiri este compus din vila urbană (litera A) și clădirea fostei clinici de hidroterapie (litera B).
Vila medicului Tumarkin este o casă de locuit construită la colțul cartierului, ridicată pe un plan rectangular, într-un parter, amplasată la intersecția străzilor A. Pușkin și A. Șciusev. Fațadele au o arhitectură eclectică cu reminiscențe clasice, abundând în detalii decorative. Fațada principală este orientată spre strada Pușkin și are o compoziție disimetrică, cu amplasarea unui rezalit în partea centrală, reprezentând intrarea de onoare (astăzi înlocuită cu o fereastră), un gol în arc, decorația plastică a arhivoltei căruia prin bolțari îl scoate în evidență în raport cu restul ferestrelor cu golul rectangular. Deasupra fostei intrări, în nișa de sub portalul format, sunt amplasate figurile sculptate în piatră a doi dragoni înaripați. Fațada orientată spre strada Șciusev are o compoziție simetrică, cu două rezalite laterale, dominate de frontoane triunghiulare pe fundalul unor atice, elemente ale parapetului, partea din grilajul căruia a dispărut. Fațada are șapte axe, toate goluri de ferestre, dintre care ferestrele laterale sunt amplasate în rezalite. Cinci ferestre din partea centrală sunt rectangulare, dominate de cornișe triunghiulare, susținute de console, care intră în componența ancadramentelor. Colțurile casei și a rezalitelor sunt întărite vizual prin bosaje tip „diamant”, dublate în interior prin pilaștri cu aceeași tratare a fusului. Imobilul a suferit multiple intervenții, inclusiv distrugeri în timpul celui de-al Doilea Război Mondial. Clădirea a fost restaurată în stil Art Nouveau, total diferit de stilul inițial. Din punct de vedere arhitectural, fațada nu reprezintă o entitate decorativă integră.
Fosta clinică de hidroterapie este o clădire alcătuită dintr-un parter cu etaj, ridicată pe un plan rectangular, amplasat în curtea complexului. Are o fațadă simetrică, cu cinci axe compoziționale, dintre care patru sunt goluri de ferestre simple, rectangulare, fără ancadramente, cu amplasarea intrării în axa de simetrie, printr-un rezalit cu o loggie, formă repetată și la etaj. Arhitectura fațadei a fost soluționată în stil modern. Peretele fațadei era încununat de un parapet din piatră cu un atic în centru. În anii 1990, în scopul amplificării clădirii prin construcția unei mansarde în acoperiș, decorația plastică a fost distrusă și fațada a obținut un aspect inestetic, cu console false pentru susținerea acoperișului masiv.
Monumentul se regăsește la numărul 235 în Registrul monumentelor ocrotite de stat din Republica Moldova și face parte din nucleul istoric al orașului Chișinău.

## Restaurare
Restaurarea vilei a demarat la începutul anului 2014, atunci când a primit avizul pozitiv al Consiliului Național al Monumentelor Istorice. Beneficiarul lucrărilor este Comitetul Național Olimpic și Sportiv din Republica Moldova. Planurile de reconstrucție, modificate în mai 2015, includ și amenajarea unui etaj mansardat.

## Galerie de imagini

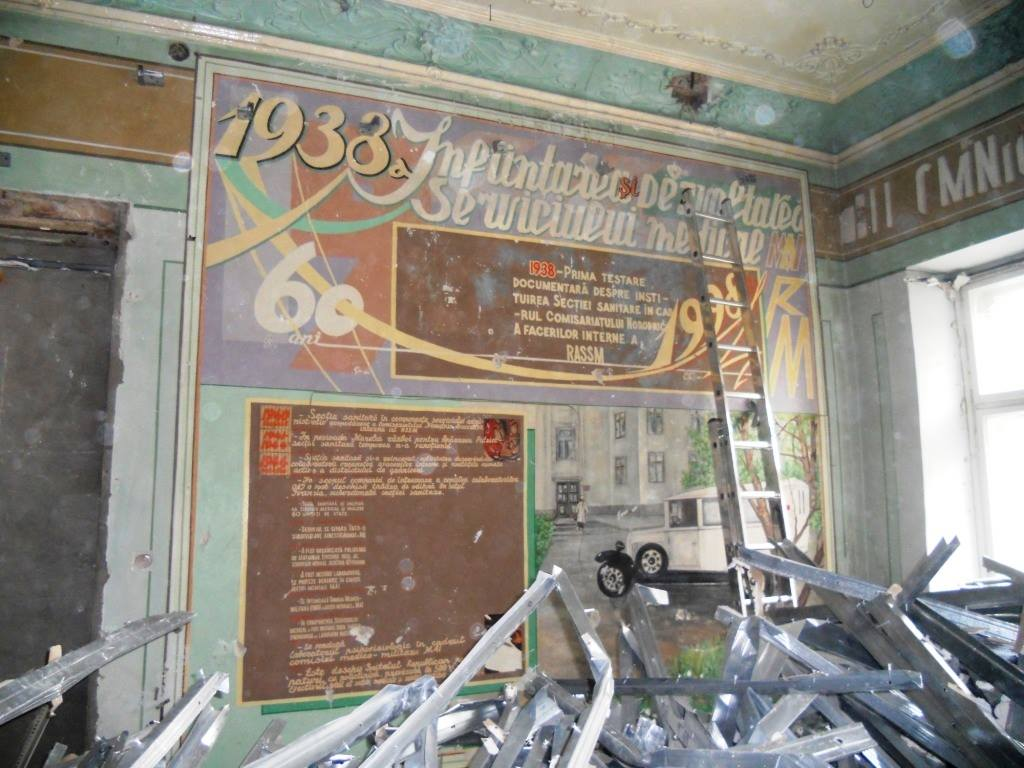
Interiorul în aprilie 2015
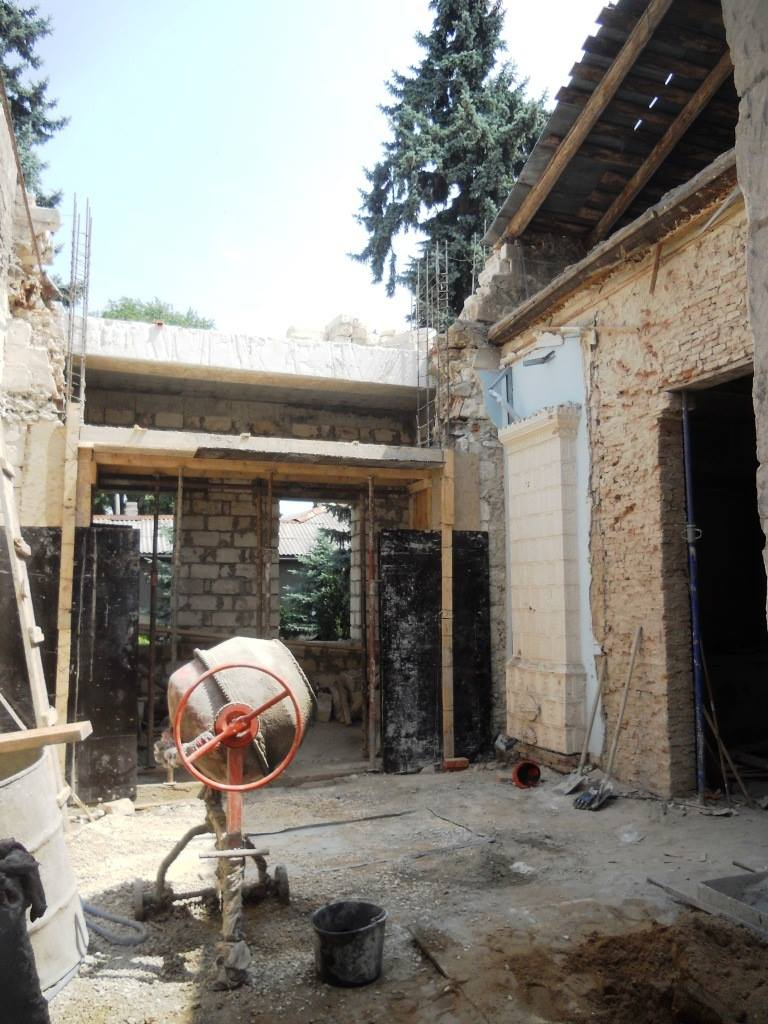
Lucrări de restaurare, iunie 2015
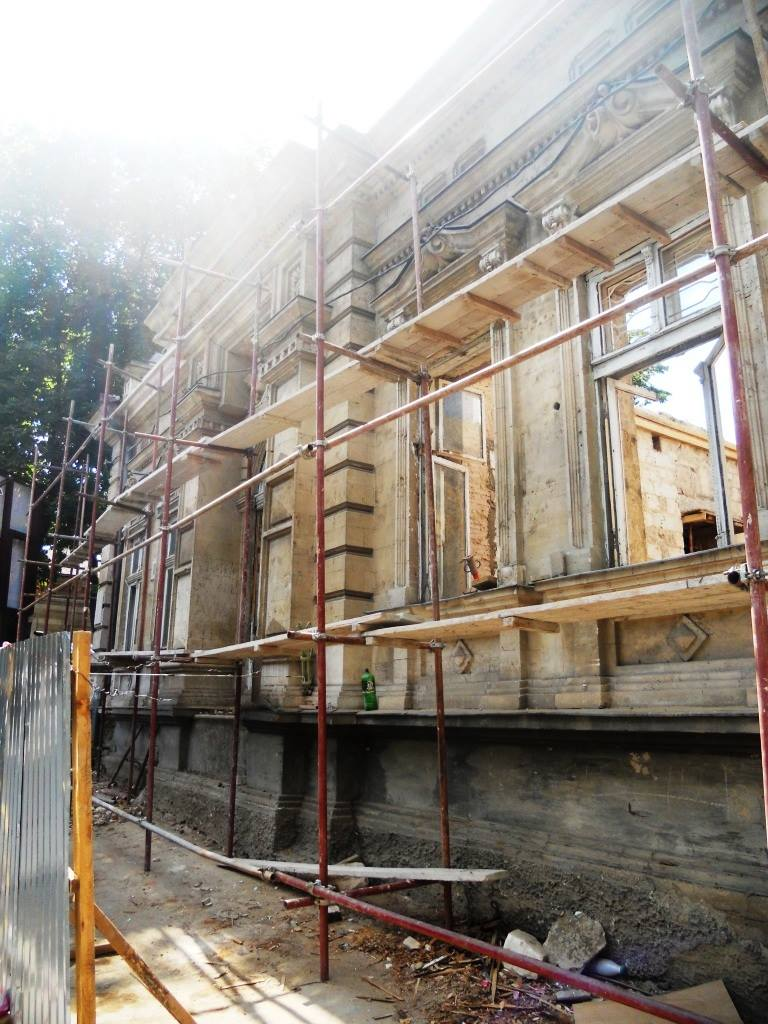
Perete exterior, iulie 2015
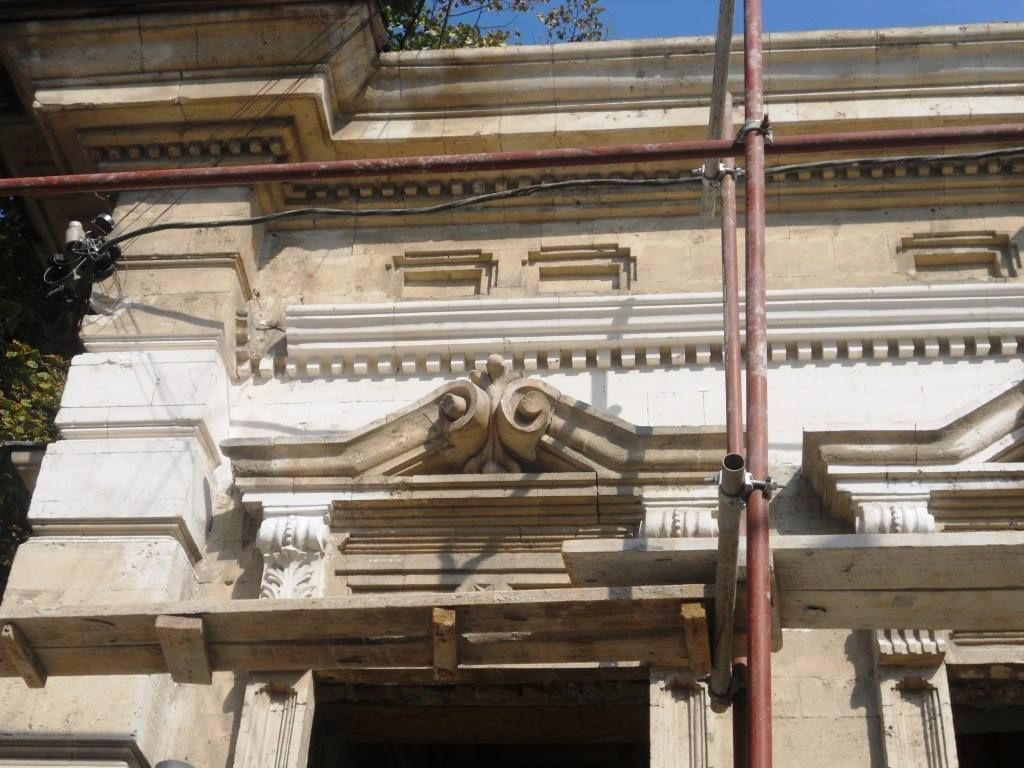
Colț al clădirii, iulie 2015
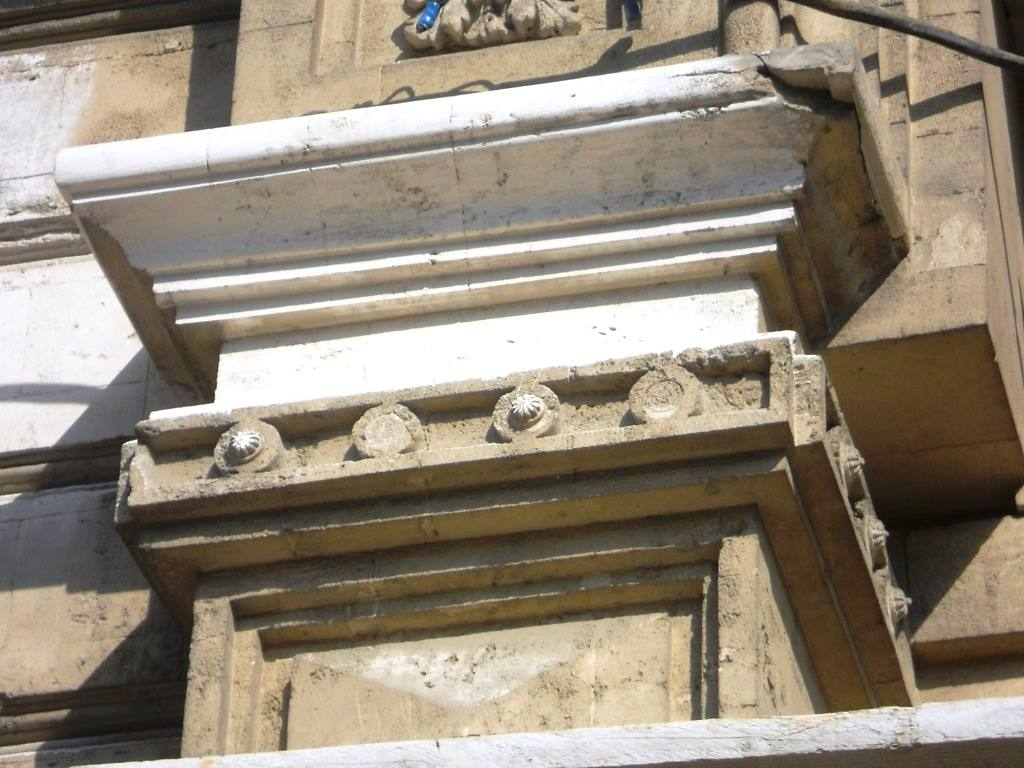
Detaliu colț, iulie 2015
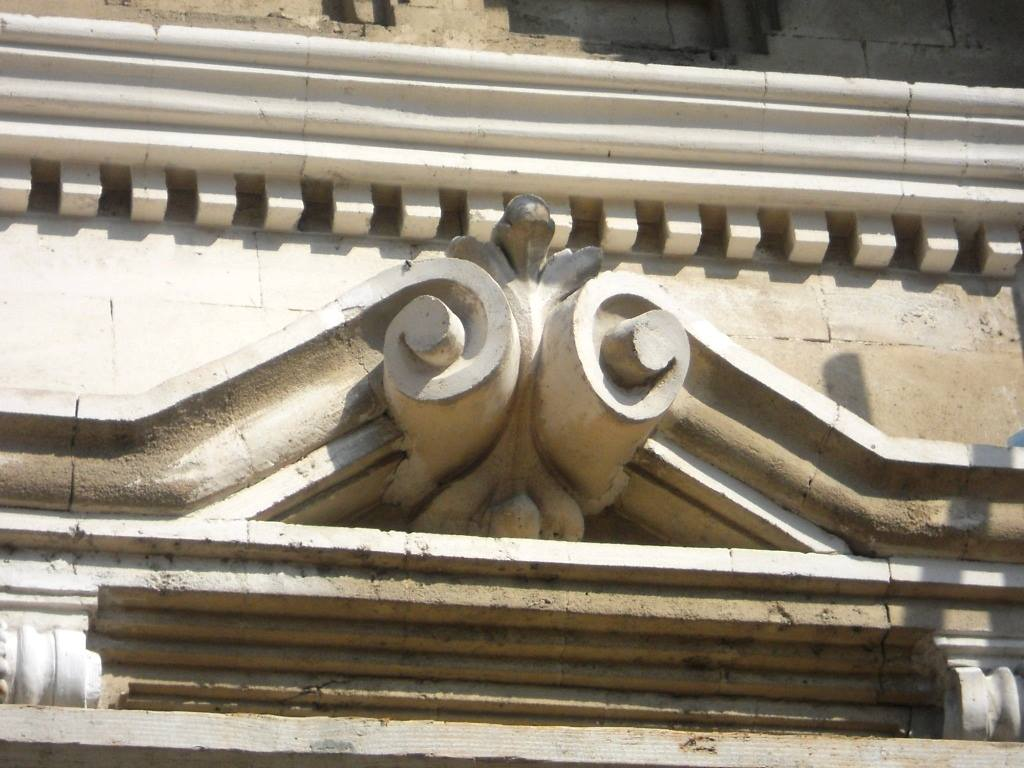
Detaliu fereastră, iulie 2015
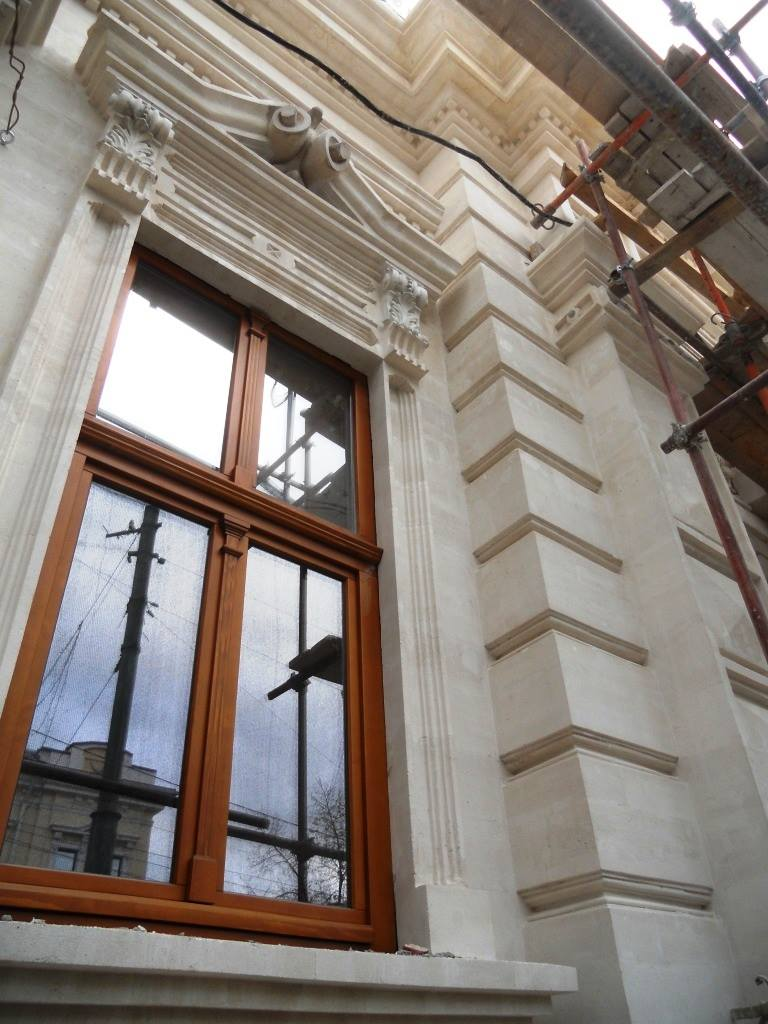
Geam nou instalat în noiembrie 2015
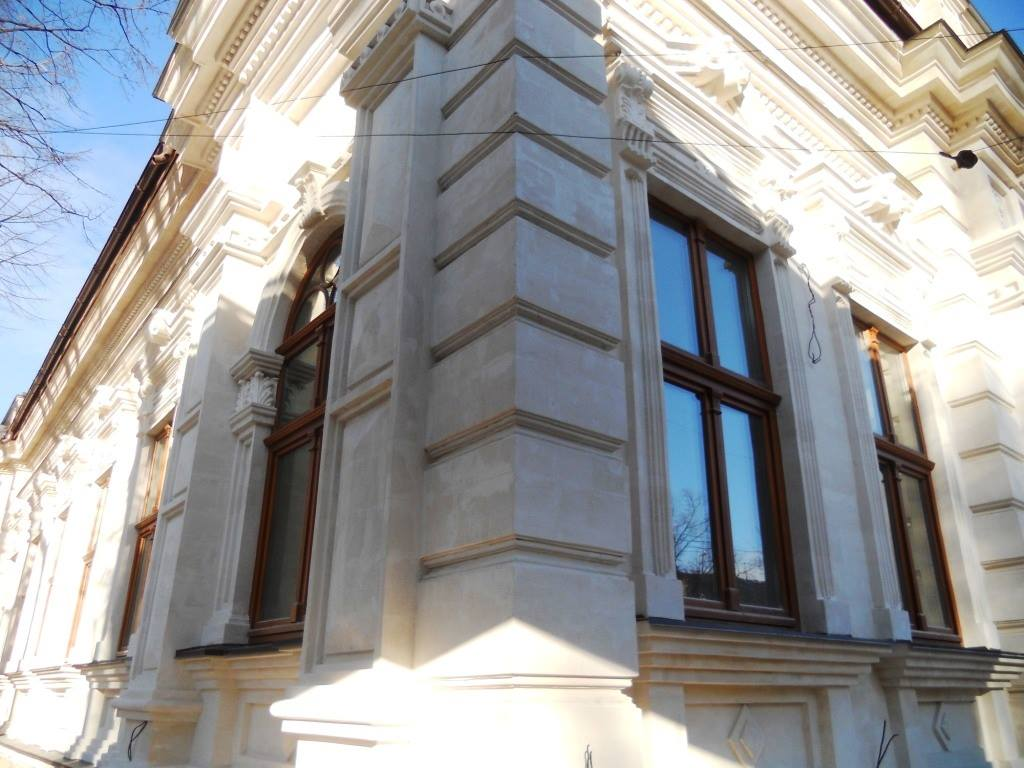
Colț al clădirii, decembrie 2015
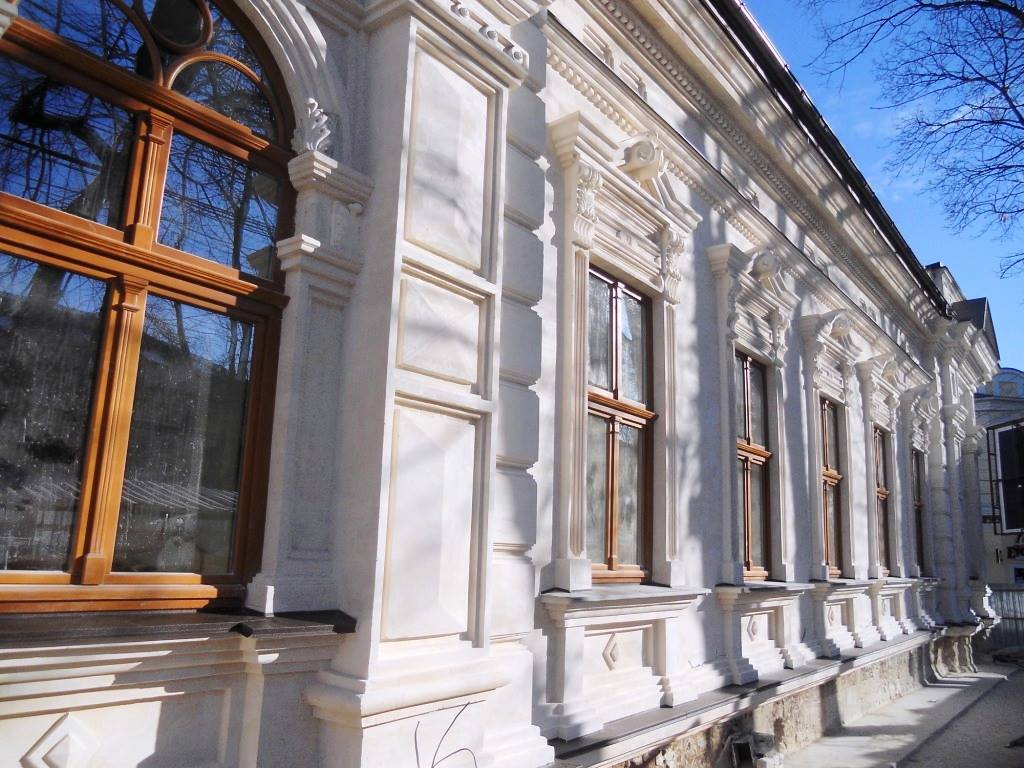
Pereți laterali, decembrie 2015
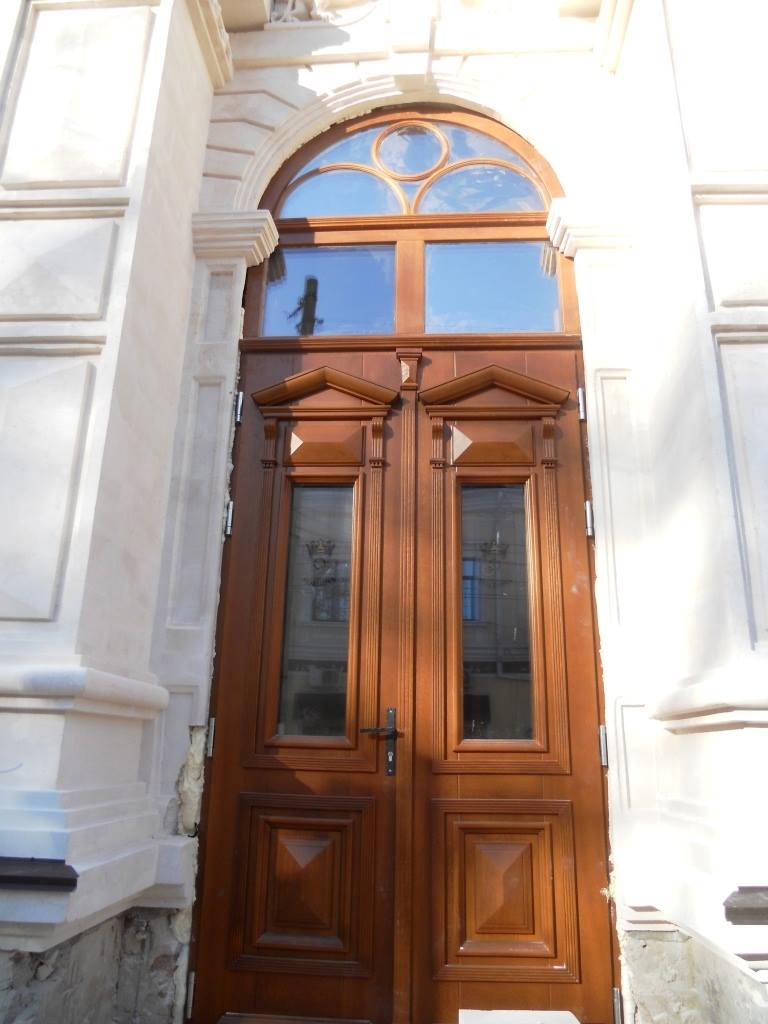
Intrarea principală, decembrie 2015
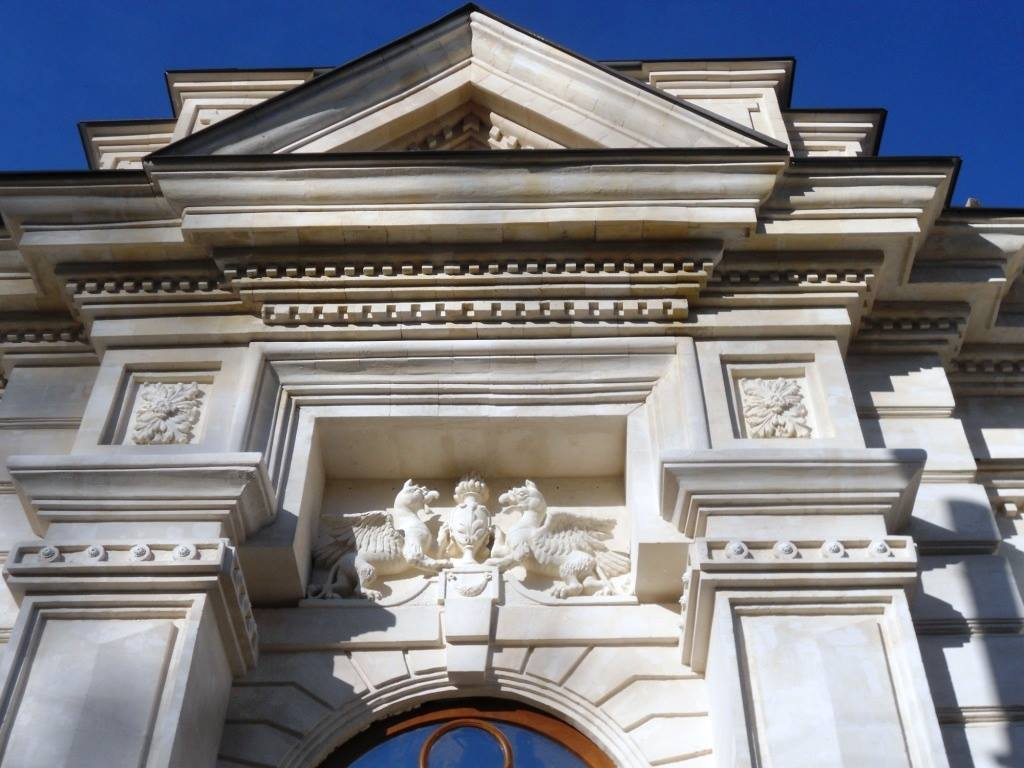
Deasupra intrării, decembrie 2015
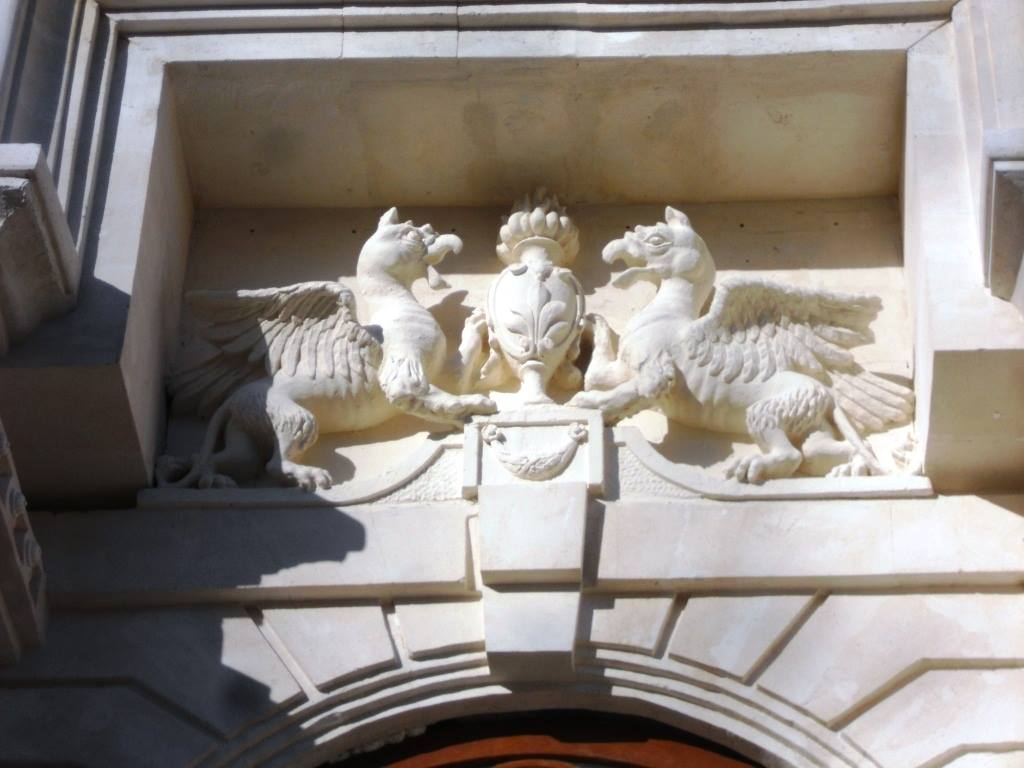
Figurile a doi dragoni înaripați, decembrie 2015
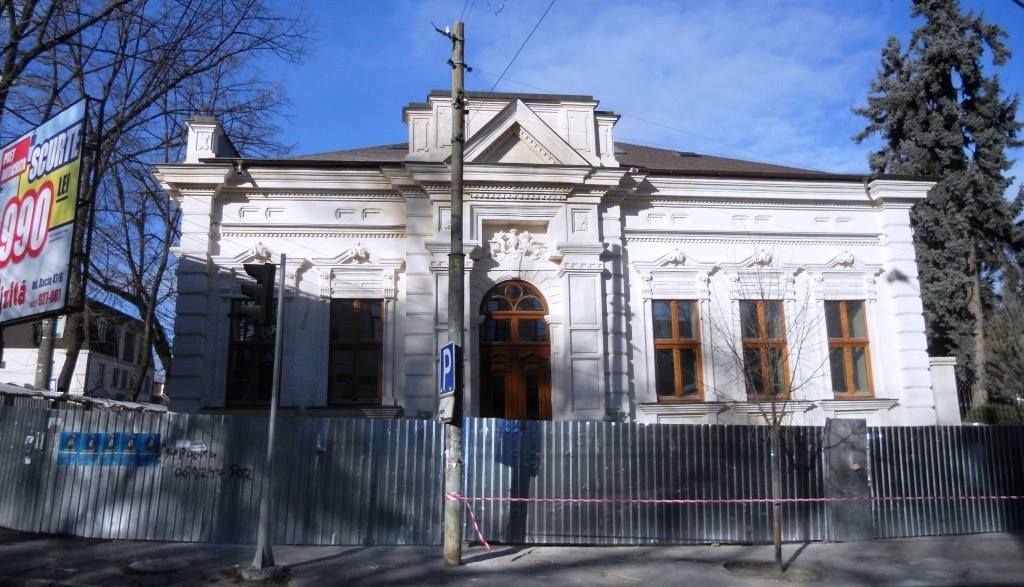
Vedere generală a fațadei, decembrie 2015
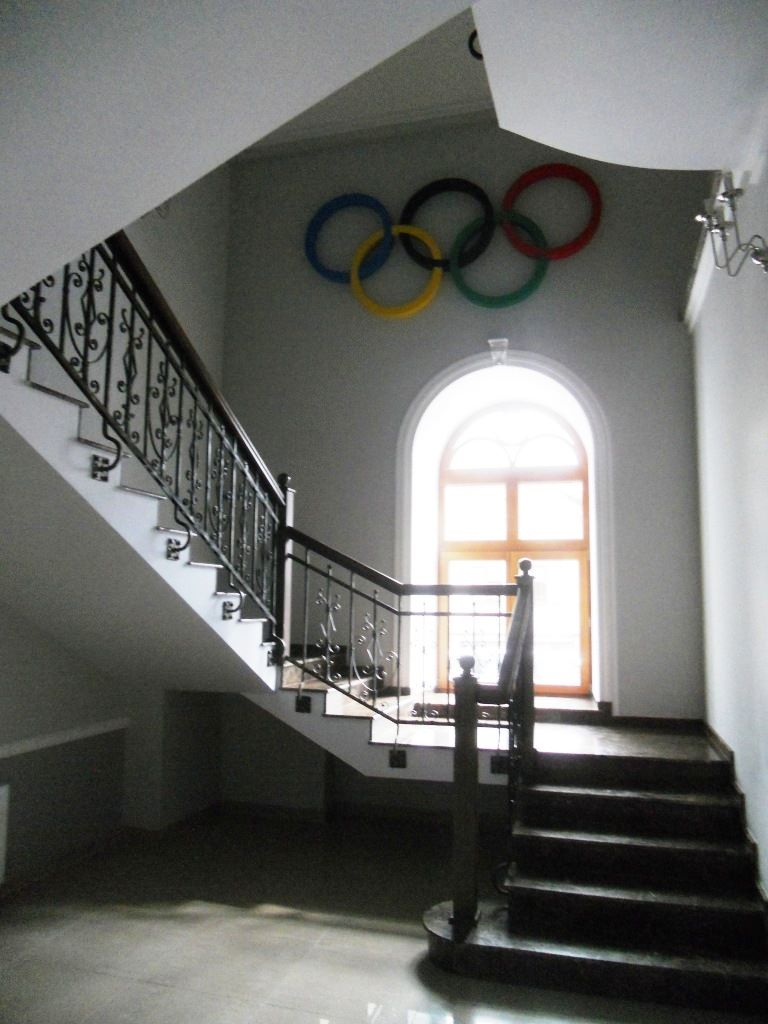
Interior finisat, iunie 2016
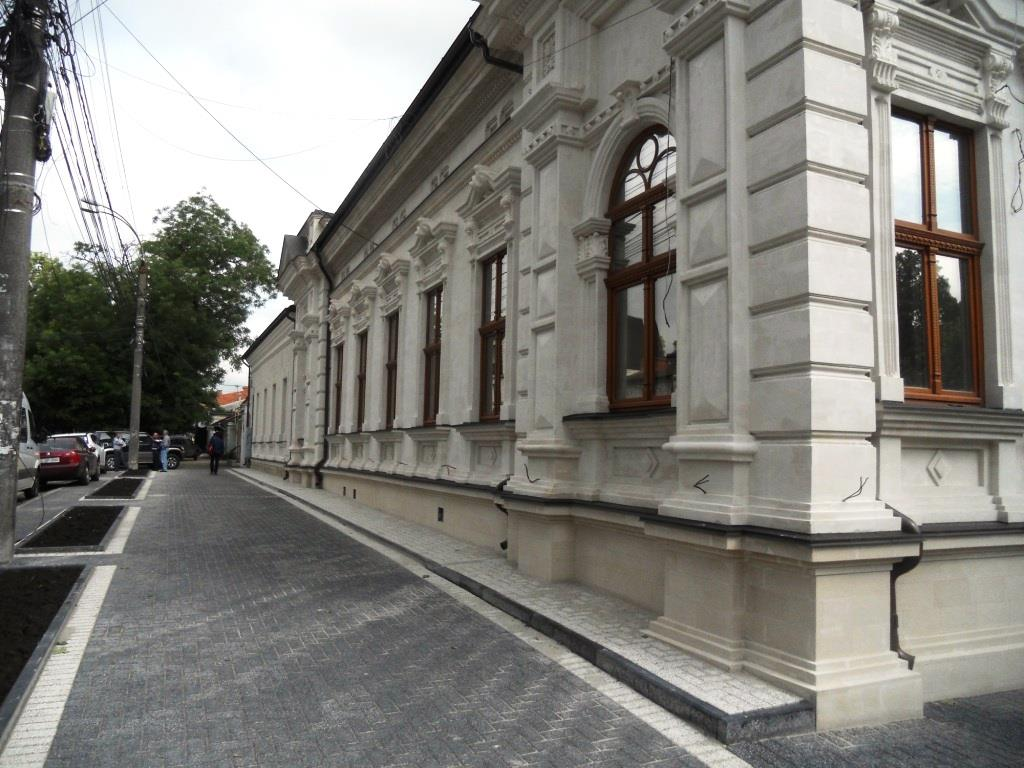
Trotuar amenajat, iunie 2016
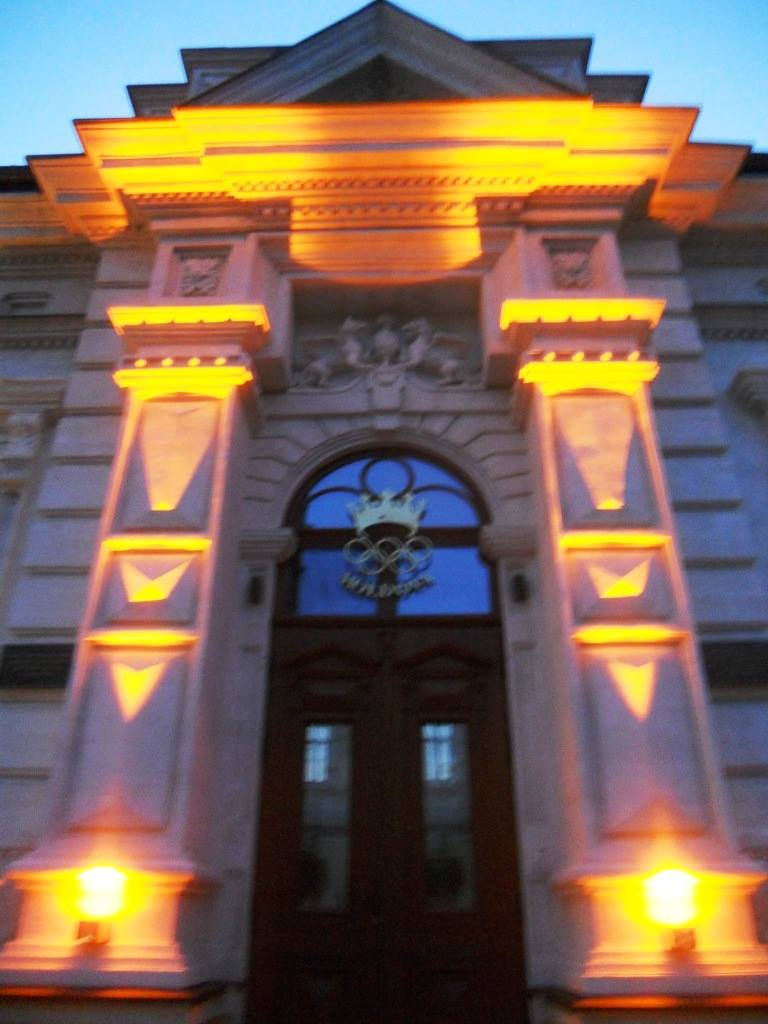
Portalul de intrare iluminat, iulie 2016
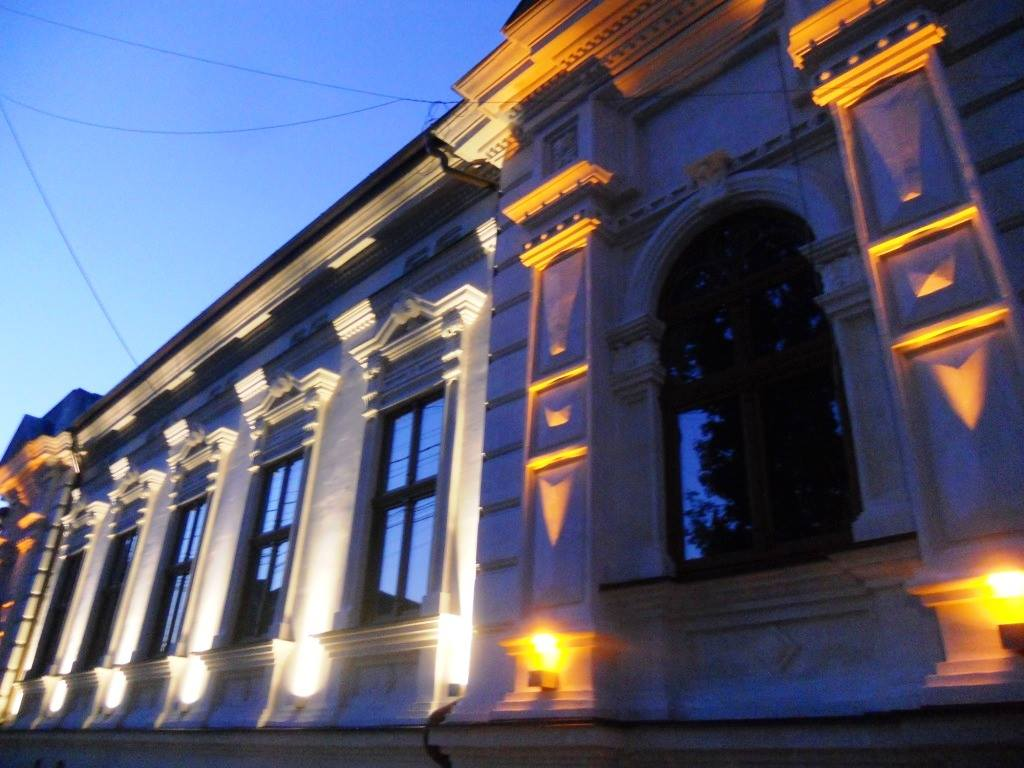
Perete lateral iluminat, iulie 2016
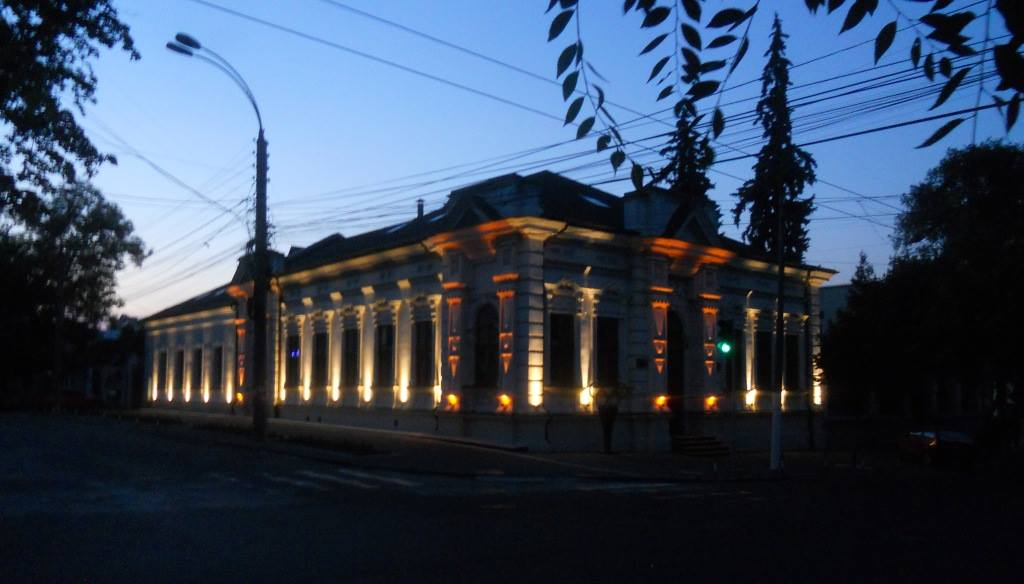
Clădirea iluminată, iulie 2016